# مدیریت ساحلی

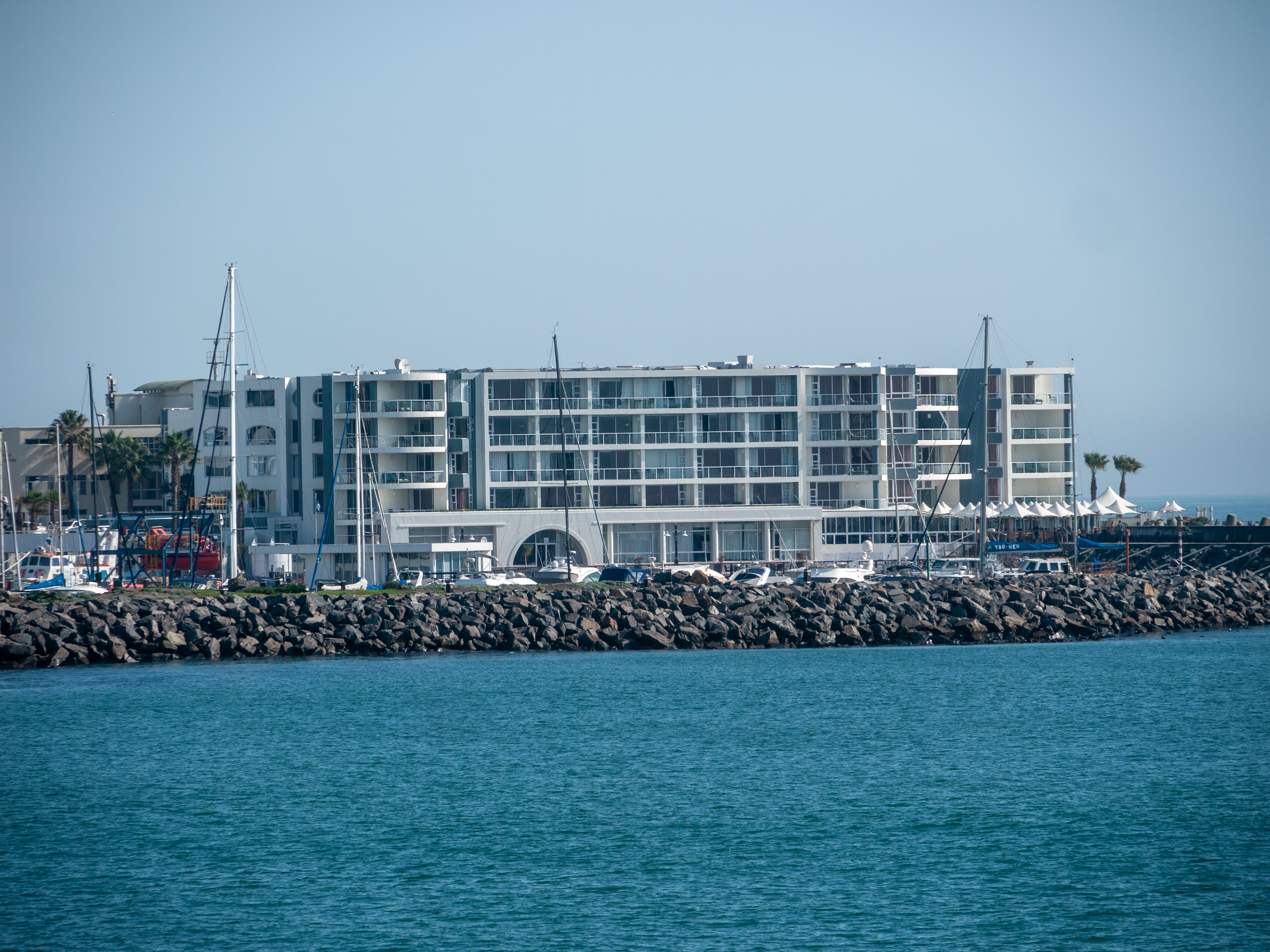
نمونه ای از مهندسی ساحلی

مهندسی ساحلی یا مهندسی سواحل (به انگلیسی: Coastal management)، از زیر شاخه‌های مهندسی عمران محسوب می‌شود. این شاخه از مهندسی به طراحی سازه‌های ساحلی نظیر موج شکن و اسکله و بررسی پاسخ ساحل به تغییرات حاصله می‌پردازد. تاریخ مهندسی سواحل به هزاران سال پیش بازمی‌گردد زمانی که نخستین بندرها در امتداد سواحل مدیترانه و خلیج فارس بنا نهاده شد.
امروزه با توجه به افزایش سطح آب دریاها و لزوم حفاظت از سواحل در برابر فرسایش بر اهمیت این رشته از مهندسی افزوده شده‌است.
حفاظت از ساحل عبارتست از مجموعه کارهایی که به منظور مقابله با تخریب یا فرسایش ساحل انجام می‌شود. اصطلاح دیواره دریایی برای این منظور مناسب است، زیرا در اغلب موارد این سازه‌ها (موج شکنها) از مصالح حجیم و مقاومی تهبه شده و بویژه برای حفاظت از تخریب خاک و بافت طبیعی ساحل ساخته و نصب می‌شوند.

## سازه‌های نرم
منظور از سازه‌های نرم در مبحث مهندسی سواحل، استفاده از فرایندها و عملیاتی نظیر تغذیه مصنوعی سواحل با استفاده از مصالح طبیعی بستر دریا و امثال آن است.
انتقال و ریختن ماسه بر روی ساحل و پخش و تسطیح مناسب آن، اصطلاحاً تغذیه ساحل (Beach Nourishment) یا احیاء ساحل نامیده می‌شود که رایج‌ترین روش نرم جهت تثبیت سواحل محسوب می‌شود (Beach fill).
مهم‌ترین اهداف و کاربردهای تغذیه سواحل به تنهایی عبارتنداز:
1. احداث تفریحگاه ساحلی
2. حفاظت در برابر طوفان با کاهش انرژی موج در آب کم‌عمق و احداث ساحل مصنوعی که در اثر طوفان فرسایش یابد.
3. به منظور احیاء دوباره ساحلی که پیش از این توسط طوفان از بین رفته‌است که البته معمولاً این روش بدین منظور مورد استفاده قرار نمی‌گیرد و هدف ثانویه محسوب می‌شود.

مهم‌ترین نقطه ضعف این روش، فرسایش مجدد ساحل تحت تأثیر عوامل طبیعی بوده که به مرور زمان ماسه‌های ریخته‌شده برای بازسازی سرزمین، شسته‌شده و ساحل عقب‌نشینی می‌نماید؛ بنابراین در صورت استفاده از این روش، تغذیه ادواری ساحل اجتناب‌ناپذیر است.

## سازه‌های سخت
سازه‌های سخت عموماً به‌منظور جلوگیری از فرسایش بیشتر ساحل و جلوگیری از حرکت و فرار ماسه در طول خط ساحل مورد استفاده قرار می‌گیرند. این سازه‌ها معمولاً در پایین دست عامل ایجاد فرسایش ساخته می‌شوند به‌گونه‌ای‌که اثر ترکیب این سازه‌ها باعث تثبیت نسبی خط ساحل در درازمدت می‌شود. این سازه‌ها به دو دسته کلی تقسیم می‌شوند:

### دسته اول
سازه‌هایی هستند که با سخت نمودن و تغییر ساختار ساحل و حفاظت مستقیم ساحل، مانع حرکت ماسه در طول خط ساحل می‌شوند، مانند دیوارهای ساحلی و Revetments.

### دسته دوم
سازه‌هایی که به‌صورت هیدرولیکی مانع از حرکت ماسه و تغییرشکل ساحل می‌شوند، مانند آب‌شکن‌ها، جتی‌ها و موج‌شکن‌های جدا از ساحل، دسته دوم عموماً باعث فرسایش مجدد در پایین دست خود می‌گردند.